# Дмитровка (Машевский район)
Дмитровка (укр. Дмитрівка) — село,
Дмитровский сельский совет,
Машевский район,
Полтавская область,
Украина.
Код КОАТУУ — 5323081301. Население по переписи 2001 года составляло 703 человека.
Является административным центром Дмитровского сельского совета, в который, кроме того, входит село
Калиновка.

## Географическое положение
Село Дмитровка находится на берегах реки Липянка,
выше по течению примыкает село Липянка (Карловский район),
ниже по течению на расстоянии в 2,5 км расположено село Андреевка.
На реке несколько запруд.

## История
- ? — дата основания как посёлка Ливенцевка.

## Экономика
- АФ «Дмитровка».

## Объекты социальной сферы
- Школа.
- Дом культуры.